# Final de la Serie A de Ecuador 2019
La Final 2019 o final de la etapa de play-offs de la LigaPro Banco Pichincha 2019 definieron al campeón y subcampeón del torneo. El ganador de la primera semifinal se enfrentó al ganador de la segunda semifinal del campeonato en partidos de ida y vuelta. Los partidos se los disputaron el 11 de diciembre la ida y el 15 de diciembre la vuelta y participaron Delfín Sporting Club como ganador de la primera semifinal y Liga Deportiva Universitaria como ganador de la segunda semifinal.
La final la disputaron los dos equipos más regulares de la fase final del torneo, durante la fase clasificatoria, los albos se mantuvieron 27 de las 30 fechas en zona de clasificación a los play-offs, siendo la 7.° ubicación en la que más veces estuvo, Liga jugó la final de ida en su estadio y Delfín estuvo durante todas las fechas en zona de play-offs. La 4.° y 5.ª posición fueron en las que más veces estuvo el cetáceo, lo que le permitió al ídolo de Manta terminar de local en el partido de vuelta.
Delfín Sporting Club logró coronarse por primera vez en su historia tras empatar 0–0 en el marcador global y ganar mediante los lazamientos desde el punto penal por 2–1. También el equipo cetáceo se convirtió en el primer equipo de Manabí que se corona campeón de la máxima categoría del fútbol ecuatoriano y el noveno diferente en ganar en la Serie A de Ecuador, así mismo se rompió la hegemonía de los equipos de Quito y Guayaquil que habían ganado los 15 torneos anteriores de manera consecutiva, el último equipo que se consagró campeón y que no pertenece a las dos principales ciudades del país fue Deportivo Cuenca en la temporada 2004.

## Antecedentes
Fue la primera ocasión en la que Liga de Quito y Delfín se enfrentaron en una final de campeonato ecuatoriano. Para Liga esta fue la final número 8 que ha disputado en la historia de la Serie A. Las 7 anteriores, el equipo universitario ganó 6, las cuales sucedieron en los campeonatos de 1974, 1998, 1999, Apertura 2005, 2010 y 2018, también fue la segunda final de manera consecutiva tras vencer al Club Sport Emelec en la temporada 2018. Mientras que para Delfín fue la segunda final que disputó en su historia, la anterior la perdió en 2017 contra el Club Sport Emelec.

## Modo de disputa
La fase se disputó por eliminación directa a partidos de ida y vuelta. De producirse empate, se procedió a la definición por tiros desde el punto penal sin prórroga previa, en esta instancia el gol de visitante y la ventaja deportiva o mejor ubicación en la tabla de posiciones de la fase clasificatoria no tuvo validez. El ganador se coronó campeón de la LigaPro Banco Pichincha 2019 y clasificó a la fase de grupos de la Copa Libertadores 2020 como Ecuador 2, mientras que el subcampeón también clasificó a la fase grupal y fue Ecuador 3. Dicha asignación de cupos se debe a que Independiente del Valle quedó campeón de la Copa Sudamericana 2019, lo que permitió la participación de 5 equipos ecuatorianos en la edición 2020 de la Copa Libertadores.

## Clubes clasificados
| Delfín Sporting Club         |  |  |  | Ganador de la primera semifinal |
| Liga Deportiva Universitaria |  |  |  | Ganador de la segunda semifinal |

## Camino a la final

### Delfín
Los números de Delfín en ambas vueltas fueron similares, se ubicó 5.° lugar, en la primera obtuvo ocho victorias, tres empates y cuatro derrotas marcando 23 goles y recibiendo 15. En la segunda vuelta tuvo un rendimiento similar con siete victorias, cinco empates y tres derrotas, siendo uno de los equipos que menos derrotas sufrió, anotó en 23 ocasiones y vio su valla caer en 18 oportunidades, en el acumulado de la temporada finalizó en el 4.° lugar de la tabla de posiciones lo que le permitió tener ventaja deportiva en los play-offs sobre 4 equipos, Independiente del Valle, Liga, Aucas y Emelec. En la etapa de play-offs se valió de la ventaja deportiva para eliminar al Independiente del Valle tras empatar en el global 2–2 en la llave de cuartos de final, en las semifinales se enfrentó al mejor equipo de la fase regular Macará, lo superó y avanzó a la final con un global de 3–2. El goleador del equipo durante toda la temporada fue Carlos Garcés con 15 goles, además destacaron en el equipo jugadores como Roberto La Tuka Ordóñez, el arquero Pedro Ortiz, el volante Bruno Piñatares y los defensas Pedro Perlaza y William Riveros.
| Vuelta    | Posición | PTS | PJ | PG | PE | PP | GF | GC | DG  |
| --------- | -------- | --- | -- | -- | -- | -- | -- | -- | --- |
| Primera   | 5.°      | 27  | 15 | 8  | 3  | 4  | 23 | 15 | +8  |
| Segunda   | 5.°      | 26  | 15 | 7  | 5  | 3  | 23 | 18 | +5  |
| Acumulada | 4.°      | 53  | 30 | 15 | 8  | 7  | 46 | 33 | +13 |

Cuartos de final
| Local en la ida         | Global | Local en la vuelta | Ida   | Vuelta |
| ----------------------- | ------ | ------------------ | ----- | ------ |
| Independiente del Valle | 2 – 2  | Delfín             | 0 – 0 | 2 – 2  |

Semifinales
| Local en la ida | Global | Local en la vuelta | Ida   | Vuelta |
| --------------- | ------ | ------------------ | ----- | ------ |
| Delfín          | 3 – 2  | Macará             | 2 – 1 | 1 – 1  |

### Liga Deportiva Universitaria
La campaña de Liga durante la primera vuelta fue regular, concluyó en el 7.° puesto, fue el equipo que más veces empató con 7 partidos igualados, vio su valla caer en 16 oportunidades, marcó 22 goles a favor, perdió tres partidos y consiguió cinco victorias; en la segunda vuelta mejoró su rendimiento, terminó en el 2.° puesto, el equipo obtuvo 8 victorias, 3 empates y 4 derrotas, marcando 24 goles y recibiendo 14 dianas, en el acumulado de la temporada finalizó en el 6.° lugar de la tabla de posiciones lo que le permitió tener ventaja deportiva en los play-offs sobre dos equipos, Aucas y Emelec. En la etapa de play-offs Liga avanzó de manera inobjetable tras eliminar a Universidad Católica en cuartos de final con un global de 4–3 y su clásico rival Aucas en semifinales con un global de 3–1. El goleador del equipo de todo el año fue el delantero uruguayo Rodrigo Aguirre con 12 goles siendo el goleador del equipo en la segunda mitad de año, también destacaron jugadores como los hermanos Jullio, Jhojan y Anderson que marcó 7 goles, así mismo el portero Adrián Gabbarini, Franklin Guerra, Jefferson Orejuela y el internacional ecuatoriano Antonio Valencia que llegó procedente del Manchester United.
| Vuelta    | Posición | PTS | PJ | PG | PE | PP | GF | GC | DG  |
| --------- | -------- | --- | -- | -- | -- | -- | -- | -- | --- |
| Primera   | 7.°      | 22  | 15 | 5  | 7  | 3  | 22 | 16 | +6  |
| Segunda   | 2.°      | 27  | 15 | 8  | 3  | 4  | 24 | 14 | +10 |
| Acumulada | 6.°      | 49  | 30 | 13 | 10 | 7  | 46 | 30 | +16 |

Cuartos de final
| Local en la ida              | Global | Local en la vuelta   | Ida   | Vuelta |
| ---------------------------- | ------ | -------------------- | ----- | ------ |
| Liga Deportiva Universitaria | 4 – 3  | Universidad Católica | 2 – 3 | 2 – 0  |

Semifinales
| Local en la ida | Global | Local en la vuelta           | Ida   | Vuelta |
| --------------- | ------ | ---------------------------- | ----- | ------ |
| Aucas           | 1 – 3  | Liga Deportiva Universitaria | 1 – 3 | 0 – 0  |

## Partidos en la temporada
| Fecha         | Vuelta  | Ciudad | Resultado                                 | Ref.   |
| ------------- | ------- | ------ | ----------------------------------------- | ------ |
| 12 de mayo    | Primera | Manta  | Delfín 2 : 1 Liga Deportiva Universitaria | [ 19 ] |
| 20 de octubre | Segunda | Quito  | Liga Deportiva Universitaria 1 : 1 Delfín | [ 20 ] |

## Estadios
| Manta             | Quito                       |
| ----------------- | --------------------------- |
| Estadio Jocay     | Estadio Rodrigo Paz Delgado |
| Capacidad: 18 125 | Capacidad: 41 575           |
|                   |                             |

## Llave
|                | vs.                   |
| Delfín 0 (2) 0 | Liga de Quito 0 (1) 0 |

## Partido
- Los horarios correspondieron a la hora de Ecuador (UTC-5).[21]

### Delfín - Liga de Quito
| 11 de diciembre de 2019, 19:30 | Liga de Quito | 0:0                                           | Delfín | Estadio Rodrigo Paz Delgado, Quito                      |                                                         |
|                                |               | FEF Reporte LigaPro Reporte Soccerway Reporte |        | Asistencia: 25 817 espectadores Árbitro(s): Marlon Vera | Asistencia: 25 817 espectadores Árbitro(s): Marlon Vera |

| 15 de diciembre de 2019, 15:00 | Delfín                                     | 0:0 (2:1 p.)(Global 0:0)                      | Liga de Quito                                   | Estadio Jocay, Manta        |                             |
|                                |                                            | FEF Reporte LigaPro Reporte Soccerway Reporte |                                                 | Árbitro(s): Roberto Sánchez | Árbitro(s): Roberto Sánchez |
|                                |                                            | Tiros desde el punto penal                    |                                                 |                             |                             |
|                                | López · Piñatares · Cangá · Noboa · Garcés |                                               | Alcívar · Valencia · Caicedo · Ayoví · Martínez |                             |                             |

- Delfín S. C. ganó 2 - 1 mediante la tanda de penaltis después de empatar 0 - 0 en el marcador global.

#### Ida
| 22         | Guardameta     | Adrián Gabbarini   |     |
| 25         | Defensa        | Antonio Valencia   |     |
| 15         | Defensa        | Franklin Guerra    |     |
| 3          | Defensa        | Carlos Rodríguez   | 15' |
| 6          | Defensa        | Luis Ayala         |     |
| 7          | Centrocampista | Edison Vega        | 55' |
| 18         | Centrocampista | Jefferson Orejuela |     |
| 14         | Centrocampista | José Quintero      |     |
| 11         | Centrocampista | Anderson Julio     |     |
| 26         | Centrocampista | Jhojan Julio       | 79' |
| 19         | Delantero      | Cristian Martínez  |     |
| Entrenador | Entrenador     | Pablo Repetto      |     |

| 12         | Guardameta     | Pedro Ortiz       |       |
| 21         | Defensa        | Pedro Perlaza     |       |
| 33         | Defensa        | Luis Cangá        |       |
| 26         | Defensa        | William Riveros   |       |
| 24         | Defensa        | Geovanny Nazareno |       |
| 40         | Centrocampista | Robert Burbano    | 82'   |
| 13         | Centrocampista | Edison Caicedo    |       |
| 5          | Centrocampista | Bruno Piñatares   |       |
| 10         | Centrocampista | Sergio López      | 76'   |
| 11         | Delantero      | Carlos Garcés     |       |
| 17         | Delantero      | Roberto Ordóñez   | 90+3' |
| Entrenador | Entrenador     | Fabián Bustos     |       |

| 44 | Defensa        | Luis Caicedo    | 15' |
| 40 | Centrocampista | José Ayoví      | 55' |
| 10 | Centrocampista | Andrés Chicaiza | 79' |

| 8  | Centrocampista | Francisco Mera | 76'   |
| 27 | Defensa        | Diego Corozo   | 82'   |
| 18 | Centrocampista | David Noboa    | 90+3' |

| Amonestado | 81' | Andrés Chicaiza |

| Amonestado | 18' | Edison Caicedo    |
| Amonestado | 42' | Bruno Piñatares   |
| Amonestado | 67' | Geovanny Nazareno |

| Otorgado · Expulsado | 90+1' | Andrés Chicaiza |

| Árbitro             | Marlon Vera         |
| Árbitros asistentes | Ricardo Baren       |
| Árbitros asistentes | Flavio Nall         |
| Cuarto Árbitro      | René Marín          |
| Áreas               | Edison Santana      |
| Áreas               | Juan Carlos Andrade |

| 22         | Guardameta     | Adrián Gabbarini   |     |
| 25         | Defensa        | Antonio Valencia   |     |
| 15         | Defensa        | Franklin Guerra    |     |
| 3          | Defensa        | Carlos Rodríguez   | 15' |
| 6          | Defensa        | Luis Ayala         |     |
| 7          | Centrocampista | Edison Vega        | 55' |
| 18         | Centrocampista | Jefferson Orejuela |     |
| 14         | Centrocampista | José Quintero      |     |
| 11         | Centrocampista | Anderson Julio     |     |
| 26         | Centrocampista | Jhojan Julio       | 79' |
| 19         | Delantero      | Cristian Martínez  |     |
| Entrenador | Entrenador     | Pablo Repetto      |     |

| 12         | Guardameta     | Pedro Ortiz       |       |
| 21         | Defensa        | Pedro Perlaza     |       |
| 33         | Defensa        | Luis Cangá        |       |
| 26         | Defensa        | William Riveros   |       |
| 24         | Defensa        | Geovanny Nazareno |       |
| 40         | Centrocampista | Robert Burbano    | 82'   |
| 13         | Centrocampista | Edison Caicedo    |       |
| 5          | Centrocampista | Bruno Piñatares   |       |
| 10         | Centrocampista | Sergio López      | 76'   |
| 11         | Delantero      | Carlos Garcés     |       |
| 17         | Delantero      | Roberto Ordóñez   | 90+3' |
| Entrenador | Entrenador     | Fabián Bustos     |       |

| 44 | Defensa        | Luis Caicedo    | 15' |
| 40 | Centrocampista | José Ayoví      | 55' |
| 10 | Centrocampista | Andrés Chicaiza | 79' |

| 8  | Centrocampista | Francisco Mera | 76'   |
| 27 | Defensa        | Diego Corozo   | 82'   |
| 18 | Centrocampista | David Noboa    | 90+3' |

| Amonestado | 81' | Andrés Chicaiza |

| Amonestado | 18' | Edison Caicedo    |
| Amonestado | 42' | Bruno Piñatares   |
| Amonestado | 67' | Geovanny Nazareno |

| Otorgado · Expulsado | 90+1' | Andrés Chicaiza |

| Árbitro             | Marlon Vera         |
| Árbitros asistentes | Ricardo Baren       |
| Árbitros asistentes | Flavio Nall         |
| Cuarto Árbitro      | René Marín          |
| Áreas               | Edison Santana      |
| Áreas               | Juan Carlos Andrade |

#### Vuelta
| 12         | Guardameta     | Pedro Ortiz       |     |
| 21         | Defensa        | Pedro Perlaza     |     |
| 33         | Defensa        | Luis Cangá        |     |
| 26         | Defensa        | William Riveros   |     |
| 24         | Defensa        | Geovanny Nazareno |     |
| 40         | Centrocampista | Robert Burbano    | 75' |
| 13         | Centrocampista | Edison Caicedo    | 82' |
| 5          | Centrocampista | Bruno Piñatares   |     |
| 10         | Centrocampista | Sergio López      |     |
| 11         | Delantero      | Carlos Garcés     |     |
| 17         | Delantero      | Roberto Ordóñez   |     |
| Entrenador | Entrenador     | Fabián Bustos     |     |

| 22         | Guardameta     | Adrián Gabbarini   |     |
| 25         | Defensa        | Antonio Valencia   |     |
| 15         | Defensa        | Franklin Guerra    |     |
| 44         | Defensa        | Luis Caicedo       |     |
| 6          | Defensa        | Luis Ayala         |     |
| 7          | Centrocampista | Edison Vega        | 85' |
| 18         | Centrocampista | Jefferson Orejuela |     |
| 14         | Centrocampista | José Quintero      | 88' |
| 11         | Centrocampista | Anderson Julio     | 58' |
| 26         | Centrocampista | Jhojan Julio       |     |
| 19         | Delantero      | Cristian Martínez  |     |
| Entrenador | Entrenador     | Pablo Repetto      |     |

| 8  | Centrocampista | Francisco Mera | 75' |
| 18 | Centrocampista | David Noboa    | 82' |

| 40 | Centrocampista | José Ayoví    | 58' |
| 8  | Centrocampista | Jordy Alcívar | 85' |
| 16 | Centrocampista | Julio Angulo  | 88' |

| Sergio López    | Acierto de penal          | 1:0 |                           |                   |
|                 |                           | 1:1 | Acierto de penal          | Jordy Alcívar     |
| Bruno Piñatares | Fallo de penal (atajado)  | 1:1 |                           |                   |
|                 |                           | 1:1 | Fallo de penal (atajado)  | Antonio Valencia  |
| Luis Cangá      | Acierto de penal          | 2:1 |                           |                   |
|                 |                           | 2:1 | Fallo de penal (desviado) | Luis Caicedo      |
| David Noboa     | Fallo de penal (desviado) | 2:1 |                           |                   |
|                 |                           | 2:1 | Fallo de penal (atajado)  | José Ayoví        |
| Carlos Garcés   | Fallo de penal (atajado)  | 2:1 |                           |                   |
|                 |                           | 2:1 | Fallo de penal (atajado)  | Cristian Martínez |

| Amonestado | 35' | Fabián Bustos  |
| Amonestado | 51' | Sergio López   |
| Amonestado | 79' | Edison Caicedo |

| Amonestado | 24' | Pablo Repetto     |
| Amonestado | 60' | José Quintero     |
| Amonestado | 88' | Cristian Martínez |

| Árbitro             | Roberto Sánchez  |
| Árbitros asistentes | Byron Romero     |
| Árbitros asistentes | Luis Vera        |
| Cuarto Árbitro      | Carlos Orbe      |
| Áreas               | Gabriel González |
| Áreas               | Jaime Sánchez    |

| 12         | Guardameta     | Pedro Ortiz       |     |
| 21         | Defensa        | Pedro Perlaza     |     |
| 33         | Defensa        | Luis Cangá        |     |
| 26         | Defensa        | William Riveros   |     |
| 24         | Defensa        | Geovanny Nazareno |     |
| 40         | Centrocampista | Robert Burbano    | 75' |
| 13         | Centrocampista | Edison Caicedo    | 82' |
| 5          | Centrocampista | Bruno Piñatares   |     |
| 10         | Centrocampista | Sergio López      |     |
| 11         | Delantero      | Carlos Garcés     |     |
| 17         | Delantero      | Roberto Ordóñez   |     |
| Entrenador | Entrenador     | Fabián Bustos     |     |

| 22         | Guardameta     | Adrián Gabbarini   |     |
| 25         | Defensa        | Antonio Valencia   |     |
| 15         | Defensa        | Franklin Guerra    |     |
| 44         | Defensa        | Luis Caicedo       |     |
| 6          | Defensa        | Luis Ayala         |     |
| 7          | Centrocampista | Edison Vega        | 85' |
| 18         | Centrocampista | Jefferson Orejuela |     |
| 14         | Centrocampista | José Quintero      | 88' |
| 11         | Centrocampista | Anderson Julio     | 58' |
| 26         | Centrocampista | Jhojan Julio       |     |
| 19         | Delantero      | Cristian Martínez  |     |
| Entrenador | Entrenador     | Pablo Repetto      |     |

| 8  | Centrocampista | Francisco Mera | 75' |
| 18 | Centrocampista | David Noboa    | 82' |

| 40 | Centrocampista | José Ayoví    | 58' |
| 8  | Centrocampista | Jordy Alcívar | 85' |
| 16 | Centrocampista | Julio Angulo  | 88' |

| Sergio López    | Acierto de penal          | 1:0 |                           |                   |
|                 |                           | 1:1 | Acierto de penal          | Jordy Alcívar     |
| Bruno Piñatares | Fallo de penal (atajado)  | 1:1 |                           |                   |
|                 |                           | 1:1 | Fallo de penal (atajado)  | Antonio Valencia  |
| Luis Cangá      | Acierto de penal          | 2:1 |                           |                   |
|                 |                           | 2:1 | Fallo de penal (desviado) | Luis Caicedo      |
| David Noboa     | Fallo de penal (desviado) | 2:1 |                           |                   |
|                 |                           | 2:1 | Fallo de penal (atajado)  | José Ayoví        |
| Carlos Garcés   | Fallo de penal (atajado)  | 2:1 |                           |                   |
|                 |                           | 2:1 | Fallo de penal (atajado)  | Cristian Martínez |

| Amonestado | 35' | Fabián Bustos  |
| Amonestado | 51' | Sergio López   |
| Amonestado | 79' | Edison Caicedo |

| Amonestado | 24' | Pablo Repetto     |
| Amonestado | 60' | José Quintero     |
| Amonestado | 88' | Cristian Martínez |

| Árbitro             | Roberto Sánchez  |
| Árbitros asistentes | Byron Romero     |
| Árbitros asistentes | Luis Vera        |
| Cuarto Árbitro      | Carlos Orbe      |
| Áreas               | Gabriel González |
| Áreas               | Jaime Sánchez    |

|                                          |
|                                          |
| Campeón Delfín Sporting Club 1.er título |